# بانک جهانی
بانک جهانی یک شرکت مالی بین‌المللی است که به منظور پیگیری پروژه‌های سرمایه‌ای، به دولت‌های کشورهای کم‌درآمد و متوسط وام اعطا می‌کند. این مرکز شامل دو مؤسسه است: بانک بین‌المللی بازسازی و توسعه (IBRD) و انجمن توسعه بین‌الملل (IDA). بانک جهانی بخشی از گروه بانک جهانی است و یکی از سه رکن سیستم برتون وودز را تشکیل می‌دهد.
بانک جهانی در دسامبر ۱۹۴۵ تأسیس شد و در نوامبر ۱۹۴۷با تصویب مجمع عمومی سازمان ملل متحد به‌صورت رسمی درآمد و به جرگه نهادهای تخصصی سازمان ملل متحد پیوست. بانک جهانی نخست برای کمک به بازسازی خرابی‌های جنگ جهانی دوم به‌وجود آمد، اما در سال ۱۹۴۹، به‌سمت ارتقای توسعه اقتصادی در کشورهای توسعه‌نیافته معطوف شد.
هدف اصلی بانک جهانی اعطای وام برای توسعه و گسترش طرح‌های تولیدی آن دسته از کشورهای در حال توسعه است که عضو بانک هستند. این وام‌ها برای مقاصدی مانند اجرای پروژه‌های لوله‌کشی آب آشامیدنی، آموزش و همچنین اجرای برنامه‌های کلی عمرانی از جمله واردات کالاهای صنعتی است. تنها اعضای صندوق بین‌المللی پول می‌توانند به عضویت بانک جهانی درآیند. از طرف دیگر نخستین شرط عضویت در مؤسسهٔ بین‌المللی توسعه و مؤسسهٔ مالی بین‌المللی، عضویت در بانک جهانی است. ایران یکی از اعضای شرکت‌کننده در کنفرانس برتون وودز بوده و در نتیجه از مؤسسان بانک جهانی به‌شمار می‌رود که از سال ۱۳۲۴ خورشیدی رسماً عضو بانک جهانی شد.
اعلام شده که هدف بانک جهانی کاهش فقر است.

## تاریخچه

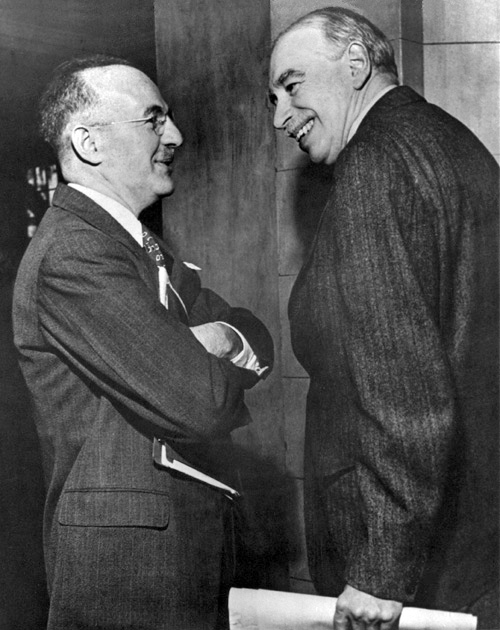
هری دکستر وایت (چپ) و جان مینارد کینز، «پدران بنیانگذار» بانک جهانی و صندوق بین‌المللی پول

بانک جهانی همراه با صندوق بین‌المللی پول در کنفرانس برتون وودز در سال ۱۹۴۴ ایجاد شد. رئیس بانک جهانی، به‌طور سنتی، آمریکایی است. بانک جهانی و صندوق بین‌المللی پول هر دو در واشینگتن، دی.سی. مستقر هستند و از نزدیک با یکدیگر همکاری می‌کنند.
اگرچه بسیاری از کشورها در کنفرانس برتون وودز حضور داشتند، ایالات متحده آمریکا و انگلستان از قدرتمندترین شرکت کنندگان بودند و بر مذاکرات تسلط داشتند. هدف از تأسیس بانک جهانی ارائه وام‌های موقت به کشورهای کم درآمد که قادر به دریافت وام تجاری نبودند. همچنین ممکن است بانک وام بدهد و اصلاحات در سیاست را از گیرندگان بخواهد.

### ۱۹۴۴–۱۹۷۴
در سال‌های نخست فعالیت خود، بانک به دو دلیل آغاز کند داشت: کمبود بودجه، و اختلافات رهبری بین مدیر اجرایی ایالات متحده و رئیس سازمان وجود داشت. هنگامی که طرح مارشال در سال ۱۹۴۷ اجرایی شد، بسیاری از کشورهای اروپایی آغاز به دریافت کمک از منابع دیگر کردند. در مواجهه با این رقابت، بانک جهانی توجه خود را به کشورهای غیر اروپایی معطوف کرد. تا سال ۱۹۶۸، وام‌های آن برای ساخت کارهای زیربنایی مانند بندرگاه‌ها، سامانه‌های بزرگراهی و نیروگاه‌ها در نظر گرفته شده بود که درآمد کافی را برای بازپرداخت وام به یک کشور وام گیرنده ایجاد می‌کرد. در سال ۱۹۶۰، انجمن توسعه بین‌الملل (بر خلاف صندوق سازمان ملل به نام SUNFED) تشکیل شد که وام‌های نرم را به کشورهای در حال توسعه ارائه می‌داد.
پیش از سال ۱۹۷۴، وام‌های بازسازی و توسعه که توسط بانک جهانی ارائه شده بود، نسبتاً اندک بود. کارکنان بانک از لزوم ایجاد اطمینان در بانک آگاه بودند. محافظه‌کاری مالی حاکم بود و برنامه‌های وام باید از ضوابط دقیق برخوردار می‌بودند.
نخستین کشوری که وام بانک جهانی را دریافت کرد فرانسه بود. رئیس وقت بانک، جان جی مک‌کلوی، فرانسه را به جای دو متقاضی دیگر، لهستان و شیلی انتخاب کرد. این وام به مبلغ ۲۵۰ میلیون دلار آمریکا، نیمی از مبلغ درخواستی بود و با شرایط سختی همراه بود. فرانسه مجبور بود موافقت کند که بودجه ای متعادل تولید کند و اولویت بازپرداخت بدهی را به بانک جهانی نسبت به سایر دولت‌ها بدهد. کارکنان بانک جهانی از طریق استفاده از وجوه از نزدیک نظارت کردند تا اطمینان حاصل کنند که دولت فرانسه شرایط را دارد. بعلاوه، پیش از تصویب وام، وزارت امور خارجه ایالات متحده آمریکا به دولت فرانسه گفته بود که نخست اعضای این حزب وابسته به حزب کمونیست فرانسه باید حذف شوند. دولت فرانسه دولت ائتلاف کمونیست - به اصطلاح سه جانبه - را برکنار کرد. در عرض چند ساعت، وام به فرانسه تصویب شد.

### ۱۹۷۴–۱۹۸۰
از سال ۱۹۷۴ تا ۱۹۸۰ بانک متمرکز بر تأمین نیازهای اساسی مردم در کشورهای در حال توسعه بود. با گسترش اهداف وام از زیرساخت‌ها به خدمات اجتماعی و سایر بخش‌ها، میزان و شمار وام‌های وام گیرندگان بسیار افزایش یافت.
این تغییرات را می‌توان به رابرت مک‌نامارا نسبت داد، که در سال ۱۹۶۸ توسط لیندون بی. جانسون به ریاست بانک منصوب شد. منابع اصلی بودجه بوده‌اند. روتبرگ از بازار اوراق قرضه جهانی برای افزایش سرمایه موجود در بانک استفاده کرد. یکی از پیامدهای دوره اعطای وام برای کاهش فقر، افزایش سریع بدهی‌های جهان سوم بود. از ۱۹۷۶ تا ۱۹۸۰، بدهی جهانی در حال توسعه با نرخ متوسط سالانه ۲۰٪ افزایش یافت.
دادگاه اداری بانک جهانی در سال ۱۹۸۰ تأسیس شد، تا در مورد اختلافات بین گروه بانک جهانی و کارکنان آن که در آن ادعای عدم رعایت قراردادهای کار یا شرایط انتصاب پذیرفته نشده بود، تصمیم‌گیری کند.

### ۱۹۸۹ تا کنون
از سال ۱۹۸۹، در پاسخ به انتقادات شدید گروه‌ها، این بانک آغاز به گرو گذاشتن گروه‌های زیست‌محیطی و سازمان‌های غیردولتی در وام‌های خود کرد تا اثرات گذشته سیاست‌های توسعه خود را که باعث انتقادات شده بود، کاهش دهد. همچنین آژانس پیاده‌سازی را مطابق با پروتکل‌های مونترال برای جلوگیری از آسیب تخریب ازن به جو زمین با حذف تدریجی استفاده ۹۵٪ از مواد شیمیایی تخریب کننده ازن تشکیل داد. از آن زمان، مطابق با این بانک که «شش موضوع استراتژیک» نامیده می‌شود، سیاست‌های اضافی مختلفی را برای حفظ محیط زیست در حالی که توسعه را ترویج می‌کند، اعمال کرده‌است. به‌عنوان مثال، در سال ۱۹۹۱ این بانک اعلام کرد که برای محافظت در برابر جنگل زدایی، به ویژه در آمازون، هیچ گونه پروژه تجاری یا پروژه‌های زیربنایی که به محیط زیست آسیب می‌رساند را تأمین نمی‌کند.
به منظور ترویج کالاهای عمومی جهانی، بانک جهانی سعی در کنترل بیماری‌های واگیر مانند مالاریا، تزریق واکسن به مناطق مختلف جهان و پیوستن به نیروهای جنگی دارد. در سال ۲۰۰۰ این بانک «جنگ با ایدز» را اعلام کرد و در سال ۲۰۱۱ این بانک به مشارکت در توقف سل پیوست.
در بحبوحه دنیاگیری کووید ۱۹، در سپتامبر سال ۲۰۲۰، بانک جهانی طرحی به ارزش ۱۲ میلیارد دلار برای تأمین واکسن «کشورهای با درآمد کم و متوسط» را پس از تصویب اعلام کرد. این طرح قرار است بیش از دو میلیارد نفر را در سراسر جهان تحت تأثیر قرار دهد.

## گروه بانک جهانی
گروه بانک جهانی یک خانواده گسترده متشکل از پنج سازمان بین‌المللی است و سازمان اصلی بانک جهانی، نام جمعی است که به دو سازمان اول ذکر شده در زیر یعنی IBRD و IDA داده شده‌است:
- بانک بین‌المللی ترمیم و توسعه (IBRD) (با ۱۸۶ عضو)
- مؤسسه بین‌المللی توسعه (IDA) (با ۱۶۹ عضو)
- مؤسسه مالی بین‌المللی (IFC) (با ۱۸۲ عضو)
- سازمان تضمین سرمایه‌گذاری چندجانبه (MIGA) (با ۱۷۵ عضو)
- مرکز بین‌المللی برای حلّ و فصل منازعات سرمایه‌گذاری (ICSID) (با ۱۴۴ عضو)

## سرمایه و منابع بانک جهانی
سرمایهٔ این بانک از مجموع سهام تعهد شده و حق عضویت کشورها، فروش اوراق قرضه و استقراض از بازارهای مالی و دولت‌های عضو تشکیل می‌شود. سرمایهٔ بانک به سهام یکصد هزار دلاری تقسیم شده و حق رأی کشورها نیز بر مبنای هر عضو ۲۵۰ رأی ثابت و یک رأی به ازای هر سهم می‌باشد. سهم هر کشور، بستگی به موقعیت اقتصادی و مالی آن کشور دارد. هر کشور، موظف است در موقع پیوستن به بانک، ده در صد سهم خود را بپردازد که یک در صد این مبلغ، به طلا یا دلار آمریکا است و ۹ در صد بقیّه، به ارز کشور مربوط می‌باشد و تنها با موافقت کشور ذی‌ربط، قابل استفاده خواهد بود. چنانچه بانک برای ایفای تعهدات خود که ناشی از تضمین وام‌ها می‌باشد، نیاز به سرمایه پیدا کند، ممکن است از اعضا درخواست پرداخت ۹۰ در صد باقی‌مانده را بنماید.

## ارکان بانک بین‌المللی ترمیم و توسعه
بانک بین‌المللی ترمیم و توسعه دارای دو رکن است:
- هیئت رئیسه؛ هیئت رئیسه بانک از نمایندگان کلیه دولت‌های عضو تشکیل می‌شود. هیئت مذکور سالی یک‌بار تشکیل جلسه می‌دهد. طبق اساس‌نامه بانک، اختیارات وسیعی به هیئت رئیسه تفویض شده‌است؛ که ذیلاً دو مورد آن ذکر می‌شود.

- اخذ تصمیم دربارهٔ عضویت
- تخصیص سود ویژه و تقسیم سرمایه سهمی بانک
- هیئت مدیره؛ هیئت مدیره ۱۵ عضو دارد که ۶ نفر آن‌ها از طرف سهام‌داران عمده مثل ایالات متحده آمریکا، انگلستان، آلمان، فرانسه، ژاپن و هندوستان تعیین می‌شود و بقیه آن‌ها توسط دولت‌های عضو انتخاب می‌شوند. انتخاب رئیس بانک جهانی (بانک بین‌المللی ترمیم و توسعه) به‌عهده هیئت مدیره است.

## بی‌طرفی بانک
مواد موافقت‌نامه بانک جهانی، این بانک را به بی‌طرفی اقتصادی و سیاسی ملزم می‌سازد. به‌نظر می‌رسد در بانک جهانی و شعبه‌های آن، تصمیم‌گیری در خصوص اعطای وام براساس اصول کامل امور بین‌الملل باشد، نه جهت‌گیری اساسی و اقتصادی دولت‌ها. طبق ماده (۱۰) ۴ توافق‌نامه بانک جهانی: «بانک و شعبه‌های آن در امور سیاسی هیچ‌یک از اعضا مداخله نمی‌کنند و مشی سیاسی عضو یا تمایلات اعضا در تصمیم‌گیری‌های آن‌ها دخالت ندارد.» اما بانک جهانی با وجود ملزم شدن به بی‌طرفی سیاسی و اقتصادی در امور سیاسی مداخله می‌نماید. این بانک در خدمت اهداف سیاسی سهام‌داران خویش است. ایالات متحده آمریکا که بزرگترین سهام‌دار این بانک است، از حق رأی خود جهت عدم پرداخت وام به کشورهایی که از نظر سیاسی با آن‌ها در تعارض است و همچنین اعطای وام به طرفداران خود استفاده می‌نماید.
شریک اصلی بانک جهانی در همکاری جهت توسعه، قطب دیگر سامانه برتون وودز، یعنی صندوق بین‌المللی پول (IMF) است. بانک جهانی و صندوق بین‌المللی پول در همکاری چندجانبه جهت توسعه، سهم عمده‌ای ایفا می‌نمایند.

## سازمان بین‌المللی توسعه (IDA)
سازمان بین‌المللی توسعه در تاریخ ۲۶ ژانویه ۱۹۶۰، به‌عنوان شعبه بانک جهانی برای بهبود وضعیت بدهی کشوهای در حال توسعه تأسیس گردید. شرایط اعطای اعتبار از طرف سازمان مذکور، در مقایسه با بانک جهانی بهتر است. علی‌رغم شباهت تشکیلات اداری، پرسنل و کارکنان بانک جهانی و سازمان بین‌المللی توسعه، سازمان مذکور از جنبه بین‌المللی دارای شخصیت حقوقی مستقلی است. وظایف اساسی این سازمان عبارتند از:
- بسط و گسترش فعالیت‌های اقتصادی
- افزایش بازدهی و افزایش سطح زندگی در کشورهای در حال توسعه
- اعطای اعتبار با شرایط سهل به کشورهای مذکور

سازمان، وام‌های اعطایی را تنها برای انجام پروژه‌های توسعه و با ضمانت دولت‌های فوق پرداخت می‌کند. اعطای اعتبار از طرف سازمان یادشده ظاهراً به هیچ وجه تحت تأثیر نقطه‌نظرات سیاسی نخواهد بود.

## مؤسسه مالی بین‌المللی (IFC)
مؤسسه مالی بین‌المللی در تاریخ ۲۵ مه ۱۹۵۵ به‌عنوان شعبه بانک جهانی بین‌المللی تأسیس گردید. وظیفه اساسی این مؤسسه، بسط و گسترش فعالیت‌های اقتصادی در بخش خصوص کشورهای در حال توسعه است. مؤسسه یادشده برای پیشبرد این منظور، به مؤسسات بخش خصوصی کشورهای در حال توسعه، بدون گرفتن ضمانت از دولت‌ها برای بازپرداخت وام، جهت مدرنیزه کردن، بسط و گسترش فعّالیّت‌های صنعتی و افزایش بازدهی فعالیت‌های مذکور، وام اعطا می‌نماید. این مؤسسه اغلب اقدام به سرمایه‌گذاری در بنگاه‌های اقتصادی بخش خصوصی کرده و از سود ناشی از سرمایه‌گذاری‌های مذکور کسب درآمد می‌نماید. برای اینکه مؤسسه نتواند در امور داخلی بنگاه‌های اقتصادی مداخله کند، در انجام فعالیّت‌های بنگاه از حق رأی برخوردار نیست.

## سازمان تضمین سرمایه‌گذاری چند جانبه‌ای (MIGA)
MIGA یکی دیگر از شعبه‌های بانک جهانی است. وظیفه این سازمان، گسترش سرمایه‌گذاری‌های مستقیم خارجی در کشورهای در حال توسعه به‌منظور کاهش فقر، رشد و بهبود زندگی مردم در این کشورها است. این سازمان، با تأمین تضمین‌هایی برای سرمایه‌گذاران خارجی در مقابل خسارات ناشی از ریسک‌های غیر تجاری مانند مصادره، عدم تبدیل‌پذیری پول رایج، جنگ و شورش، سرمایه‌گذاری در این مناطق را تشویق می‌کند.

## مرکز بین‌المللی برای حل و فصل منازعات سرمایه‌گذاری (ICSID)
ICSID یک نهاد مستقل بین‌المللی است که با تأمین تسهیلات برای مصالحه و داوری در منازعات سرمایه‌گذاری، به تشویق سرمایه‌گذاری خارجی کمک می‌کند؛ به‌طوری‌که بسیاری از قراردادهای بین‌المللی سرمایه‌گذاری اشاره به تسهیلات ICSID می‌کنند. در ضمن ICSID به فعالیّت در زمینه‌های پژوهش و انتشار در حوزه قانون سرمایه‌گذاری نیز می‌پردازد. امروزه بیش از ۱۴۰ کشور عضو این مرکز هستند.

## روسای بانک جهانی
1. یوجین میر (از ژوئن ۱۹۴۶ تا دسامبر ۱۹۴۶)
2. جان جی مک کلوی (از مارس ۱۹۴۷ تا ژوئن ۱۹۴۹)
3. یوجین بلک (از ۱۹۴۹ تا ۱۹۶۳)
4. جورج دیوید وودز (از ژانویه ۱۹۶۳ تا مارس ۱۹۶۸)
5. رابرت مک نامارا (از آوریل ۱۹۶۸ تا ژوئن ۱۹۸۱)
6. آلدن دبلیو کلوزن (از ۱۹۸۱ تا ۱۹۸۶)
7. باربر بنیامین کنابل (از ۱۹۸۶ تا ۱۹۹۱)
8. لوئیس تامپسون پرستون (از سپتامبر ۱۹۹۱ تا می ۱۹۹۵)
9. جیمز ولفنسون (از ۱ ژوئیه ۱۹۹۵ تا ۳۰ ژوئن ۲۰۰۵)
10. پال ولفوویتز (از ۱ ژوئن ۲۰۰۵ تا ۳۰ ژوئن ۲۰۰۷)
11. رابرت زولیک (از ۱ ژوئیه ۲۰۰۷ تا ۳۰ ژوئن ۲۰۱۲)
12. جیم یونگ کیم (از ۱ ژوئیه ۲۰۱۲ تا ۱ فوریه ۲۰۱۹)
13. دیوید مالپاس  (از ۹ آوریل ۲۰۱۹ تا ۱ ژوئن ۲۰۲۳)
14. آجای بانگا  (از ۲ ژوئن ۲۰۲۳ تا اکنون)